# Haus Courcy

Wappen Courcy

Das Haus Courcy war eine Familie des normannischen Adels, die sowohl in Frankreich als auch in England/Irland Bedeutung erlangte. Die Familie wird erstmals um 1020 erwähnt und starb im 19. (Frankreich) bzw. 18. Jahrhundert (England/Irland) aus.
Die Courcy zählen zu den Begleitern Wilhelms des Eroberers und waren Seneschalle der Normandie. Ihre Stammburg befindet sich in Courcy (Calvados). Nachdem sie zu Beginn des 11. Jahrhunderts in Calvados und Orne belehnt wurden, erweiterten sie ihren Besitz schrittweise auf Manche, Seine-Maritime und Eure, sowie England und Irland.

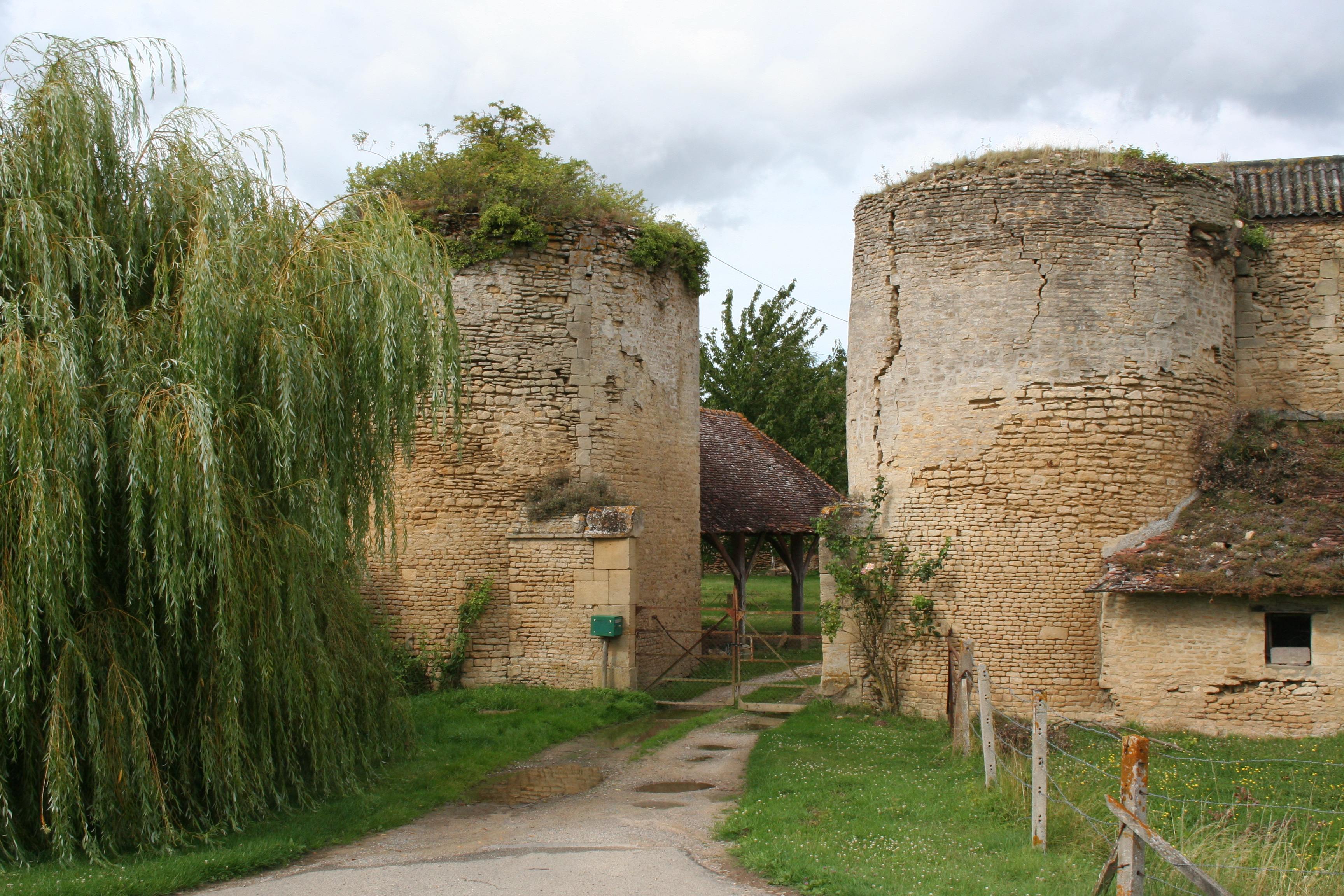
Burg Courcy, Eingang

## Stammliste

### Ursprünge
1. NN
  1. Baudry dit le Teutonique (Baldricus Teutonicus, Baldric, Balderich, † vor 1053), um 1020 Söldner[1] im Dienst Richards II. von Normandie, Seigneur de Bocquencé[2], Bacqueville, Courcy, Aunou und Guitry; ⚭ Alix (oder Aubrée) de Brionne, Ur-Urenkelin von Richard I. von Normandie, Enkelin von Gilbert de Brionne, Tochter von Richard de Bienfaite und Rohese Giffard[3][4] (Haus Clare)
    1. Chaldera
    2. Nicolas de Baqueville († wohl nach 1048/63), Seigneur de Bacqueville; ⚭ (1) NN (Albreda de Crepon?), bestattet in Saint-Wandrille; ⚭ (2) Gertrude
      1. Roger de Baqueville; ⚭ NN – Nachkommen: die Herren von Bacqueville

    3. Foulques d’Aunou († nach Oktober 1066), steuert 40 Schiffe zur Eroberung Englands bei
    4. Robert (I.) de Courcy, 1059 Châtelain de Courcy; ⚭ Hébrée (Hebria, † vor 1076) – Nachkommen siehe unten
    5. Richard de Neufville (Neuville-sur-Touques, Normandie); ⚭NN – Nachkommen in England (Lincolnshire, Nottinghamshire) siehe unten
    6. Baudry de Bauquencey (Bocquencé)[5], in einem Dokument aus 1059/61 bezeugt; ⚭ Billeheldis († wohl nach 1093) – Nachkommen: die Herren von Aunou
      1. Robert de Bauquencey
      2. Baudry de Bauquencey

    7. Wiger (Viger) de Apulia (d’Apulie/de Pouilles/Le Pouilleux), in einem Dokument aus 1059/61 bezeugt; ⚭ NN
      1. Foulques – Nachkommen

    8.  ? Hawise
    9. Gunnora de Courcy (alias d’Aunou); ⚭ Gilbert I. Crespin (* um 1025; † um 1060) Baron du Bec-Crespin, Seigneur de Damville et Bourth, Comte de Brionne, Capitaine de Tillières (Haus Crespin)
      1. Hersilia Crespin; ⚭ Guillaume Malet († um 1071), Seigneur de Graville, Teilnehmer der Schlacht von Hastings 1066, Herr der Honor of Eye, 1069 High Sheriff of York (Haus Malet)

    10.  ? Hasinsa (Hacinsa) de Bocquencé (alias de Bacqueville); ⚭ Ernéis Tesson († vor 1058), Baron de Thury et Jourdan, Seigneur de La Motte-Cesny et Grimbosq, Sohn von Raoul I. Tesson dit L’Angevin, Seigneur de La Roche-Tesson et du Cinglais, und Alpaide/Alpais

  2. Wiger (Viger, Wigerich), Söldner im Dienst Richards II. von Normandie
  3. Elisabeth; ⚭ Foulques de Bonneval
    1. Guillaume de Bonneval
    2. Thierry de Bonneval, lebte 57 Jahre als Mönch

### Die Herren von Courcy (1)
1. Robert (I.) de Courcy, 1059 Châtelain de Courcy; ⚭ Hébrée (Hebria, † vor 1076) – Vorfahren siehe oben
  1. Foulques de Courcy, † jung ?
  2. Richard (I.) de Courcy († wohl nach 1091/92, wohl um 1097), Sire/Seigneur de Courcy, begleitete Herzog Wilhelm 1066 bei der Normannischen Eroberung Englands, 1086 Landbesitzer in Nuneham (etwa 3000 Hektar), Sarsden (etwa 6500 Hektar) und Foxcote (etwa 100 Hektar), von 1069 bis 1091/92 als Grand Justicier des Königs von England und Herzogs der Normandie bezeugt, Unterzeichner der Gründungsakte der Abtei Saint-Ètienne in Caen; ⚭ Wandelmode
    1. Robert (II.) de Courcy (* um 1070 in Abingdon, † nach 1102, wohl 1131 oder vor 1128/29) in Okehampton Castle), Sire/Seigneur de Courcy, Chevalier banneret, begleitete Herzog Robert II. auf den Ersten Kreuzzug (1096–1100), rebellierte gegen Wilhelm Clito und starb in Ungnade; ⚭ vor 1090 Rohese de Grantemesnil, Tochter von Hugues de Grandmesnil, Vicomte, Sheriff und Constable von Leicester, und Adelise (alias Alix) de Beaumont(-sur-Oise), Dame de Peatling Magna (Leicestershire) (Grandmesnil)
      1. Robert (III.) de Courcy († nach 1129, wohl um 1157/58), Truchsess, Grand Justicier von Geoffroy Plantagenet, später von Heinrich II. von England, 1119 in der Schlacht von Brémule gefangen genommen, in der Pipe Roll von 1130 in Sussex bezeugt; ⚭ ? Mathilde, 1145 bezeugt
      2. Hugh de Courcy, 1109 bezeugt
      3. Richard de Courcy, 1145/50 Abt von Savigny
      4. Raoul de Courcy († jung), folgt in Courcy, Chevalier banneret; ⚭ (1) NN; ⚭ (2) NN
        1. Guillaume/William (I.) de Courcy[6] († 1191[7]), Seigneur de Courcy et d’Écajeul, Grand Sénéchal de Normandie als Nachfolger seines gleichnamigen Onkels († 1176), Maître d’Hôtel Heinrichs II. von England, evtl. 1190 mit Richard Löwenherz nach Palästina und 1191 bei der Belagerung von Akkon, sowie auf der Rückreise gestorben; ⚭ Isabelle de L‘Aigle, Tochter von Richer (III.) de l’Aigle, und Adeline de Sainte-Suzanne (Beaumont-sur-Sarthe) (Haus l’Aigle)
          1. Robert (IV.) de Courcy († nach 1228 (1236?)), 1177 minderjährig, Sire de Courcy, 1184 Baron de Courcy, Seigneur d’Écajeul, 1205–1226 Chevalier banneret, 1205–1206 Juge de l’Échiquier in der Normandie; ⚭ Matilde/Mabille, 1245 bezeugt – Nachkommen siehe unten
          2. Jeanne de Courcy; ⚭ Guillaume de Paynel, Seigneur de Hambye

      5. Guillaume de Courcy († 1176), Grand Sénéchal de Normandie, 1173/74 bezeugt; ⚭ Matilde d’Avranches (* 1097; † 21. September 1173), Dame du Sap, Lady of Okehampton, Erbtochter von Robert, Vicomte d’Avranches, Lord of Okehampton, und Havise de Dol[8], heiratete in zweiter Ehe Robert FitzEdith († 31. Mai 1172), einen unehelichen Sohn des Königs Heinrich I. von England
        1. Hawise de Courcy, Lady of Okehampton; ⚭ (1) Renaud de CAvourtenay († 1194 oder 1. August 1209 oder September 1191), Sohn von Renaud, Seigneur de Courtenay, Montargis, Tanlay, Champignelles et Charny, Baron of Sutton (Berkshire), und Elisabeth du Donjon de Corbeil, Dame de Yerres (Haus Courtenay); ⚭ (2) NN

    2. William (I.) de Courcy (Curcy, † nach 1114 (1120 ?)), 1076 bezeugt, Truchsess des Königs, Lord of Stoke Courcy (Stogursey Castle, Somerset) etc. (insg. etwa 19000 Hektar); ⚭ Emma de Falaise († nach 1129), Tochter von William de Falaise of Stogursey und Geva de Burcy, Witwe von William FitzHumphrey –Nachkommen siehe unten
    3.  ? Chaldera de Courcy; ⚭ Guillaume Patry

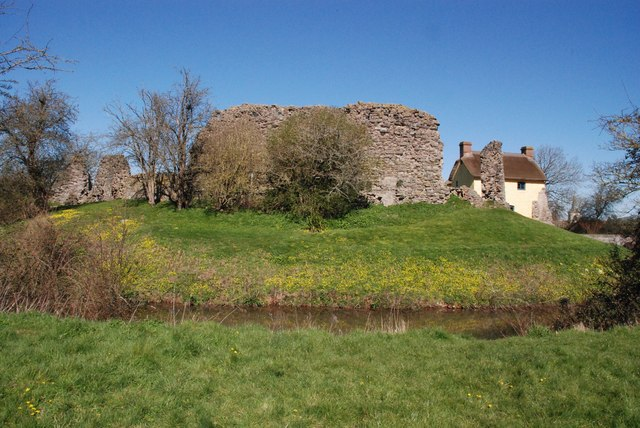
Burg Stogursey

### Die Herren von Courcy (2)
1. Robert (IV.) de Courcy († nach 1228 (1236?)), 1177 minderjährig, Sire de Courcy, 1184 Baron de Courcy, Seigneur d’Écajeul, 1205–1226 Chevalier banneret, 1205–1206 Juge de l’Échiquier in der Normandie; ⚭ Matilde/Mabille, 1245 bezeugt – Vorfahren siehe oben
  1. Richard (II.) de Courcy[9] († um 1273), Baron de Courcy et de Rémilly, 1244/73 bezeugt; ⚭ vor 1242 Mabille du Hommet, Dame de Marigny et de Rémilly, Tochter und Erbin von Enguerrand du Hommet, Seigneur de Marigny et de Rémilly, Connétable de Normandie, und NN de Montbray
    1. Enguerrand de Courcy († 1270), 1242/61 bezeugt
    2. Guillaume (II.) de Courcy[10] († 1289), Chevalier, Sire et Baron de Courcy, Seigneur de Marigny et de Rémilly, 1260/80 bezeugt; ⚭ Anne/Agnès de Marigny, Dame des Terres de Marigny et de Rémilly, Tochter und Erbin von Jean, Seigneur de Marigny et de Rosey, und Agnès, wohl Dame de Rémilly, Witwe von Étienne Postel, Chevalier, Seigneur de Fiesque
      1. Geoffroi de Courcy († 26. August 1346 in der Schlacht von Crécy), Chevalier, Sire et Baron de Courcy, Seigneur de Montfort, de Bourg-Achard, de Marigny et de Rémilly; ⚭ Marie d’Estouteville († um 1333), Tochter von Robert V. d’Estouteville († 1334), Seigneur d’Estouteville, Valmont et Baron de Cleuville, und Marguerite (alias Marie), Dame de Hotot (Haus Estouteville)
        1. Richard (III.) de Courcy († um 1381), 1357 Chevalier, Sire et Baron de Courcy, Seigneur de Montfort, de Bourg-Achard, de Marigny et de Rémilly, 1346/68 bezeugt; ⚭ (1) vor 1346 Alix Bertrand, Tochter von Robert VI. Bertrand, Baron de Briquebec, Vicomte de Roncheville, und Ide oder Philippa de Clermont-Nesle; ⚭ (2) Agnès du Plessis (oder de Mons), Dame du Plessis et de Roye († nach 1397)
          1. (2) Guillaume (III.) de Courcy (* 1362; † 25. Oktober 1415 in der Schlacht von Azincourt), Sire et Baron de Courcy, Seigneur du Plessis-Bouclon et de Roye, um 1390 Kammerherr Karls VI., 1400/01 Botschafter in England, nach 1401 Capitaine-Gouverneur de la ville de Paris bezeugt; ⚭? (1) Anne, Dame de Bourg-Achard, vielleicht Tochter von Jean Malet (Haus Malet); ⚭ (1 bzw. 2) Marguerite/Françoise de Paynel (* 1372), stand 1396 an der Spitze des Gefolges von Isabelle de Valois bei deren Hochzeit mit Richard II. von England, 1399 Mitglied des Hosenbandordens (Lady of the Garter, Dame de la Jarretière), Tochter von Guillaume Paynel, Seigneur de Hambye (oder von Nicolas Paynel und Jacquemine de Haveskercke), aus dieser Ehe stammen seine Kinder
            1. Guillaume (IV.) de Courcy, dit Le Jeune († nach 1467), Chevalier, Sire et Baron de Courcy; ⚭ Anne d’Enfernet (oder Amphernet), Dame de Magny
              1. Thomas de Courcy († um 1502)
              2. Thomas de Courcy († vor 1522), Pfarrer in Saint-Marcouf, dann Kanoniker in Coutances
              3. Guillaume (V. ?) de Courcy (* Juni 1413), Chevalier, Baron de Courcy, 25. April 1431 Seigneur de Magny; ⚭ Charlotte de Lyon – Nachkommen: die Herren von Magny(-la-Freule) († nach 1789)

            2. Richard de Courcy, 1424 in englischer Gefangenschaft, Chevalier, Seigneur du Plessis et de Roye; ⚭ Colette (alias Jeanne) de Lyon (alias Lizar), beide 1448/62 bezeugt – Nachkommen: die Herren von Le Plessis und Roye († nach 1769)
            3. Robert de Courcy, Kaplan von Courcy, 1467 bezeugt

          2. (2) Georges de Courcy († 25. Oktober 1415 in der Schlacht von Azincourt); ⚭ NN († nach 1419) – Nachkommen: die Herren von Le Plessis-Bouchard und Ferriéres († nach 1754)
          3. (2) Richard de Courcy, Priester, Almosenier des Dauphin Louis de Valois, duc de Guyenne
          4. (2) Gilles (Gillet) de Courcy

        2. Guillaume de Courcy († nach 1368), Chevalier, Seigneur de Bourg-Achard; ⚭ wohl vor 1346 Jeanne le Bouteiller de Senlis († 14. März 1376 Paris), Tochter von Guy II. le Bouteiller, Seigneur d’Ermenonville, und Blanche de Chauvigny, sie heiratete in zweiter Ehe vor 24. Dezember 1353 Nicolas Braque (* um 1320; † 13. August 1388), Chevalier, Seigneur de Châtillon-sur-Loing, Saint-Maurice-sur-Laveron et Aillant, Schatzmeister (Grand argentier) der Könige Johann II. und Karl V., Witwer von Jeanne du Tremblay – Nachkommen: die Herren von Bourg-Achard († nach 1474)
        3. Jean de Courcy († nach 1308), Seigneur de Marigny et de Rémilly; ⚭ NN
          1. Jeanne (alias Tiphaine) de Courcy; ⚭ Gilbert II. de Malesmains († vor 1333), Seigneur de Sacé (oder Sacey), Saint-Hilaire et Marigny
            1. Jeanne de Malesmains († 1386), Dame de Romilly (oder Romillé) et Grenouville; ⚭ Olivier (IV.) de Montauban, Sire de Montauban
              1. Olivier (V.) de Montauban († 1389), Seigneur de Montauban et de La Gacilly, Gouverneur de La Faye; ⚭ Mahaut d’Aubigné († 1412), Dame de Landal et d’Aubigné – Marigny und Rémilly gehen an das Haus Rohan

          2.  ? Alice de Courcy; ⚭ vor 1310 Olivier II. Paynel († vor Oktober 1347), Seigneur de La Haye-Pesnel, dann Baron de Moron, Sohn von Olivier Paynel und Agnès Rossel, heiratete in zweiter Ehe um 1320 Isabeau de Mailly († nach Oktober 1347)

        4. Marie de Courcy; ⚭ Guillaume V. de Bricqueville de Breteville († 1399), Seigneur de Bricqueville, Gerville et Laune, Sohn von Guillaume IV. de Bricqueville und Jeanne de Meulan

    3. Jean de Courcy, 1260 bezeugt
    4. Nicolas de Courcy
    5. Philippa (alias Jeanne) de Courcy; ⚭ Guillaume IV. Paynel († 1272), Baron de Hambye et Bréhal, Sohn von Foulques III. Paynel und Stéphanie de Bréhal

  2. Nicolas de Courcy – vermutlich Stammvater der Herren von Magny(-la-Campagne)
  3. Mathilde de Courcy; ⚭ Guillaume (II.), Sire/Seigneur de Bricqueville et de Laune, 1189 Kreuzritter, Sohn von Osbern († nach 1190) und Rohese de Caligny
  4. Laurence de Courcy († 1240); ⚭ Guillaume du Hommet († 1252), Baron du Hommet, de La Luthumière, La Haye et Varenguebec, Connétable de Normandie

### Die Courcy of Stogursey
1. William (I.) de Courcy (Curcy, † nach 1114 (1120 ?)), 1076 bezeugt, Truchsess des Königs, Lord of Stoke Courcy (Stogursey Castle, Somerset) etc. (insg. etwa 19000 Hektar); ⚭ Emma de Falaise († nach 1129), Tochter von William de Falaise of Stogursey und Geva de Burcy, Witwe von William FitzHumphrey –Vorfahren siehe oben
  1. William (II.) de Courcy (* um 1095; † vor 1130); ⚭ wohl 1125 Avice de Rumilly (alias de Meschines), Dame de Bescaudebey, Tochter von William FitzRanulf du Bessin, of Skipton-in-Craven (alias Guillaume de Briquessart, dit “Meschin”), Lord of Coperland (Bruder von Ranulph le Meschin, 1. Earl of Chester  (Haus Conteville), und Cecily de Rumilly, sie heiratete in zweiter Ehe William Paynel of Drax und in dritter Ehe vor 1153 Walter de Percy
    1. William (III.) de Courcy (* um 1118; † 1171), Truchsess des Königs; ⚭ Gundred de Warenne (* um 1145; † vor 6. Dezember 1224), Tochter von Rainald de Warenne und Alice de Wormgay, Witwe von Peter de Valognes, heiratete in dritter Ehe Geoffroy Hose/Huse (Haus Warenne)
      1. William (IV.) de Courcy (* wohl 1163/64; † vor Oktober 1194)
      2. Alice de Courcy (* um 1167; † 1225); ⚭ (1) Henry of Cornhill (* um 1153, † zwischen 29. September 1192 und 29. September 1193), Sohn von Gervase of Cornhill; ⚭ (2) Warin FitzGerold (* wohl 1167; † nach 14. November 1216), königlicher Chamberlain, Sohn von Henry FitzGerold und Matilda
        1. (1) Joan of Cornhill, † nach 6. Dezember 1224) ⚭ Hugh Neville († nach 1210 und vor 21. Juli 1234), heiratete in zweiter Ehe vor April 1230 Beatrix, Witwe von Ralph de Fay († um 1223) (Haus Neville)
        2. (2) Margaret FitzWarin († 1252); ⚭ (1) Baldwin de Redvers (* nach 28. April 1200; † 1. September 1216), Sohn von William de Redvers, 5. Earl of Devon, und Mabile de Beaumont; ⚭(2) Falkes de Bréauté († nach 18. Juli 1226 in Rom), Günstling und Testamentsvollstrecker des Königs Johann Ohneland
          1.  ? (2) Thomas de Bréauté, 1255 bezeugt

      3.  ? (unehelich, Mutter unbekannt) John de Courcy (* um 1160; † vor 22. September 1219), 1185–1199 Justiciar of Ireland, 1210 bezeugt; ⚭ 1180 Aufrica († nach 22. September 1219), Tochter von Guðrøðr Óláfsson, König der Isle of Man, Sohn von Olaf dem Roten und wohl dessen zweiter Ehefrau Affreca
        1.  ? (unehelich, Mutter unbekannt) Miles de Courcy († um 1230), 1223 1. Baron Kingsale – Nachkommen: die Barons Kingsale in Irland, derzeit Nevinson de Courcy (* 1958), 36. Baron Kingsale

  2.  ? Jordan de Courcy
  3. Robert (IV.) de Courcy of Stoke, Somerset († 1157 in der Schlacht von Counsylth), Truchsess des Königs

### Die normannischen Neville
1. Richard de Neufville (Neuville-sur-Touques, Normandie); ⚭ NN – Vorfahren siehe oben
  1. Gilbert de Neville (* 1042; † wohl nach 1115/18), 1086 Landbesitzer in Walcot (Lincolnshire); ⚭ NN
    1. Geoffrey de Neville (* um 1090; † wohl nach 1145/46), of Walcot, Lincolnshire
      1. Gilbert Neville (* um 1115; † vor 1169), Baron of Ashby (Lincolnshire), 1155/65 Gründer von Tupholme Abbey; ⚭ Philicia de Damoys (* um 1109; † 1166)
        1. Geoffrey de Neville († vor 1193), 1155/65 Mitgründer von Tupholme Abbey; ⚭ zwischen wohl 1169 und November 1176 Emma de Bulmer († vor 1208), Tochter von Bertrand de Bulmer und Emma Fossard de Mulgrave
          1. Henry de Neville († vor 3. März 1227); ⚭ Alice, 1227 bezeugt
          2. [FMG] Isabel de Neville († vor Mai 1254), Erbin Henry de Nevilles; ⚭ (1) Robert FitzMaldred († zwischen 25. Juni 1242 und 26. Mai 1248), Lord of Raby and Brancepeth, Sohn von Maldred (Haus Neville); ⚭ (2) vor 26. Mai 1248 Gilbert de Brakenberg

        2. William de Neville
        3. Walter de Neville († nach 1194); ⚭ Cecilia de Crèvecœur († nach 1204), wohl Tochter von Alexander de Crèvecœur [und Amabel FitzSwayne]
          1. Alexander de Neville († wohl 1212/27) [Lord of Radbourne]; ⚭ Margaret, 1227 bezeugt
            1. John de Neville († 1230, wohl vor Oktober)
            2. Alexander de Neville († vor 12. Juli 1249) [Baron of Redbourne]
              1. Alexander de Neville (* wohl 1235/36)

            3. Clementia de Neville; ⚭ William de Alenzun [Sohn von William de Alenzun]

        4. Maud Neville (* um 1135; † 1181); ⚭ Simon de Warde (* um 1130; † Februar 1181), [Sohn von Osbert La Warde]

      2. Alan Neville of Ashby (* um 1117; † wohl 1177/78), 1155/65 Mitgründer von Tupholme Abbey, Chief Forester, Richter am Court of Exchequer; ⚭ Julianna (* um 1125; † 1170)
        1. Ralph Neville (* um 1154; † 1212); ⚭ NN
          1. Hugh Neville (* um 1175; † 21. Juli 1234) Sheriff of Oxfordshire, 1198–1216 und 1224–1229 Chief Forester, bestattet in Waltham Abbey; ⚭ Joan Cornhill (* um 1189; † Dezember 1224) [Tochter von Henry Ralph de Cornhill und Alice de Hastings]
            1. Joan Neville (* um 1224; † 1250); ⚭ (1) John Cobham [Sohn von Henry Cobham]; ⚭ (2) Walter Lynde (* um 1235; † 10. Dezember 1272) [Sohn von John de Lynde und Clairica de Hartley]
            2. John Neville († vor 8. Juni 1246 Wethersfield, Essex), 1235–1244 Chief Forester, bestattet in Waltham Abbey; ⚭ Hawise de Courtenay (* um 1222), Tochter von Robert de Courtenay [und Mary de Redvers] (Haus Courtenay)
              1. John de Neville († vor 1282)
              2. Joan Neville de La Hyde; ⚭ Henry de La Mare (* um 1208; † 1257) [Sohn von William de La Mare, of Ashted and Mitcham, und Basile]
              3. Hugh de Neville (* vor 1240; † vor 1269)

        2. Geoffrey de Neville († vor 26. Dezember 1225) King’s Chamberlain, 1214 und 1218–1219 Seneschall der Gascogne, 1215 Seneschall des Poitou; ⚭ Mabel, Tochter von Adam FitzSwayne aus Yorkshire [und Matilda]
          1. John († nach 1265)
          2. Alan

    2. Jollan Neville (* um 1110; † 1140); ⚭ [Mary] FitzRichard († 1162) [Tochter von Richard FitzLosoard]
      1. Jollan Neville (* um 1140; † 1209); ⚭1184 Amfelicia de Rolleston (* um 1150; † 1219) [Tochter von Alan de Rolleston und Olive Roaldsson]
        1. Jollan Neville (* um 1187; † 1246); ⚭ Maud Beauchamp, Baroness Mowbray (* um 1191; † 1238) [Tochter von Andrew de Beauchamp und Eva de Grey]
          1. Margaret Neville (* um 1235; † 1300); ⚭ William Warde (* um 1230; † 11. Juli 1266), [Sohn von Simon Warde und Constance de Vesci, Lady of Knaresborough]